# Cancer i mag-tarmkanalen
Cancer i mag-tarmkanalen är cancer i mag-tarmkanalen, mellan munnen och ändtarmsmynningen. Kolorektalcancer förekommer i tjocktarmen och ändtarmen och tunntarmscancer i tunntarmen. Matstrupscancer och magcancer räknas också hit. 